# Lycosuchus
Lycosuchus («вовчий крокодил») — вимерлий рід хижих тероцефалів, що жив у середній пермі 265—260 млн років тому існував приблизно 5 мільйонів років. Як член Lycosuchidae, рід є одним із найдавніших тероцефалів. Типовий вид Lycosuchus vanderrieti відомий із кількох добре збережених зразків черепа та нижньої щелепи; голотип US D173, що зберігається в Університеті Стелленбоша, Південна Африка, є майже повністю закритим черепом. Зразок MB.R. 995, що зберігається в Museum für Naturkunde Berlin, Німеччина, складається з майже повної та ізольованої нижньої щелепи, а також частково морди та мозкового черепа. За допомогою даних μCT Pusch та інші (2020) описали ендокраніальну анатомію Lycosuchus vanderrieti.

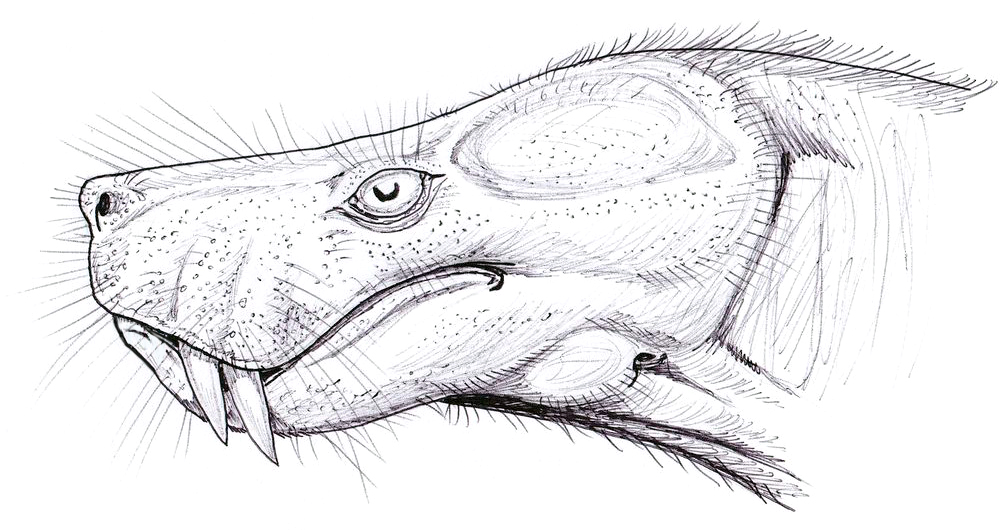
Голова

Це був хижак середнього розміру, що досягав 1.2 м в довжину з черепом 23 см в довжину, типовим для ранніх тероцефалів. L. vanderrieti мав два функціональних ікла на кожній верхній щелепі, можливо, через тривалу заміну зуба. Як верхні ікла, так і єдине ікло нижньої щелепи зазубрені.
Виявлений у Південній Африці, він був названий палеонтологом Робертом Брумом у 1903 році та пізніше віднесений ним до Therocephalia.